# Obóz przejściowy w Skrochowicach
Obóz przejściowy w Skrochowicach (niem. Gefangenlager Skrochowitz) – niemiecki obóz przejściowy (jeden z tzw. Polenlager) funkcjonujący podczas okupacji w Skrochowicach na Śląsku Opawskim, obecnie w kraju morawsko-śląskim w Czechach. Był jednym z pierwszych niemieckich obozów na terenie obecnych Czech.

## Historia
Obóz został założony w połowie września 1939. Działał przez kilka miesięcy (do końca 1939). Na jego potrzeby zaadaptowano zabudowania dawnej cukrowni. 
Więźniami obozu byli m.in. Gustaw Morcinek, Gabriel Palowski i Gustaw Fierla, a także przedstawiciele polskiego duchowieństwa, jak i obywatele czescy i Żydzi, zakładnicy cywilni, pochodzący z różnych warstw społecznych, również kobiety. Więźniów przywoziło gestapo m.in. z Cieszyna, Bielska, Chorzowa, Katowic oraz Krakowa. W samym obozie pracowało trzech funkcjonariuszy gestapo, którzy prowadzili przesłuchania więźniów mające na celu podjęcie dalszych decyzji o ich losie. Polacy zostali poddani najgorszemu traktowaniu, co dotyczyło zwłaszcza powstańców śląskich, działaczy plebiscytowych, żołnierzy kampanii wrześniowej oraz polskich Żydów. Te osoby mieszkały w osobnej części lagru, za dodatkowym ogrodzeniem z drutu kolczastego. Niektórzy więźniowie byli wypuszczani po kilku dniach lub tygodniach.
Przez cały okres działalności przez obóz przewinęło się ponad siedmiuset więźniów. Komendantem był Heinrich Jöckl, późniejszy szef obozu w Terezinie, zbrodniarz wojenny. Wiadomości o obozie skrochowickim dotarły do szerszej opinii publicznej dopiero podczas jego procesu przed Nadzwyczajnym Sądem Ludowym w Litoměřicach.
Więźniowie byli zakwaterowani głównie w dawnym magazynie cukrowniczym. Spali w codziennych ubraniach na betonowej posadzce, na kartonach, a później na siennikach. Pracowali u okolicznych rolników niemieckich pod nadzorem straży, albo w cukrowni w Vávrovicach. Posiłki były złej jakości, niewystarczające, więźniowie cierpieli głód i pragnienie z braku dostatecznej ilości wody. Panowała wszawica, brakowało opieki medycznej oraz lekarstw. Część więźniów zmarła z chorób lub obrażeń, część została zamordowana przez strażników. Podczas powojennych ekshumacji odnaleziono w rogu ogrodu warzywnego szczątki trzynastu ofiar. Jako przyczynę zgonów więźniów wskazywano najczęściej zawał serca, udar mózgu i zapalenie płuc. Dochodziło do gwałtów na więzionych kobietach. Zastępca komendanta, Bruno Gebauer był karany więzieniem w 1940 m.in. za stosunek seksualny z Żydówką (tzw. zhańbienie rasy).
Podczas likwidacji obozu część więźniów zwolniono, część wysłano do obozów koncentracyjnych w Sachsenhausen, Buchenwaldzie i Dachau, więzienia w Rawiczu lub aresztu śledczego gestapo w Cieszynie. Wiosną 1940 placówka stała się obozem jenieckim, a w 1943 budynki dawnej cukrowni zostały przejęte przez zarząd kolei w Karniowie i przebudowane na magazyny kolejowe.